# 奥尔良 (巴西)
奥尔良是巴西圣卡塔琳娜州的一个市镇。总面积550平方公里，总人口20024人，人口密度36.4人/平方公里。